# Рожае
Рожае (на сръбски: Рожаје или Rožaje) е град в областта Санджак, североизточната част на Черна гора. Градът е административен център на община Рожае.

## Население
Населението на града през 2003 година е 9121 души.

### Етнически състав
- 72,09% бошняци
- 6,65% мюсюлмани
- 4,44% албанци
- 3,98% сърби
- 1,94% черногорци

### Религия
- 93,18% мюсюлмани
- 6,82% християни

## Побратимени градове
- Перник, България